# José Porfírio Fontenele de Carvalho
José Porfírio Fontenele de Carvalho (Granja, 24 de dezembro de 1946 – Brasília, 13 de maio de 2017) foi um indigenista brasileiro, considerado um dos maiores indigenistas rondonianos (termo em homenagem a Cândido Rondon) de seu tempo.

## Carreira
Ingressou na FUNAI em 1967. Suas maiores atuações foram com índios dos estados do Acre, Amazonas, Roraima e Maranhão.
Foi punido pelo governo militar em decorrência da sua oposição ao uso de terras indígenas para a criação da rodovia BR-174, na década de 1970. Esta obra resultou num conflito armado com os índios Waimiri-atroari e que resultou na morte de centenas de índios, de um lado, e vários funcionários da FUNAI, incluindo o sertanista Gilberto Pinto Figueiredo, do outro lado.
Na década de 1980, sofreu um processo movido pelo governo militar, baseado na Lei de Segurança Nacional, por ter escrito um livro que contava detalhes do conflito, apresentando documentos militares. Em face deste processo, foi demitido da FUNAI e, com outros sertanistas e indigenistas, fundou a Sociedade Brasileira de Indigenistas.
Com o fim da ditadura militar, iniciou um projeto de compensação aos Waimiri-atroari em virtude dos impactos advindos pela construção da Usina Hidrelétrica de Balbina que resultou no alagamento das terras dos indígenas, com a remoção compulsória de duas aldeias e outros danos. O projeto foi custeado pela Eletronorte e Carvalho coordenou por mais de 30 anos, contribuindo para o aumento da população dos Waimiri, que na década de 1980 eram apenas 300 índios, para os 1.900 na década de 2010.
Morreu em 13 de maio de 2017, aos 70 anos, de complicações resultantes de um câncer de rim.